# Boćarski klub Benčić DSK
Boćarski klub Benčić DSK je boćarski klub iz Rijeke osnovan 4. veljače 1951.
Klupsko sjedište je na adresi Becićeva 6, Rijeka.
Klub trenutno nastupa pod nazivom Vargon, a ranije kao Benčić Vargon, Benčić DSK, Rikard Benčić'.

## Klupski uspjesi
- Prvenstvo Hrvatske
  - prvak: 1999., 2001., 2007., 2014., 2015.

- Prvenstvo Jugoslavije
  - prvak: 1962., 1969., 1979., 1980., 1983., 1984., 1986., 1988.

- Hrvatski kup
  - pobjednik: 1996., 1998., 2000.

- Jugoslavenski kup
  - pobjednik: 1990.

Europska natjecanja
2013. bio je finalist Kupa pobjednika kupova
Plasmani po prvenstvima:
1991.:

1992.:

1993.:

1994.:

1995.:

1996.:

1997.:

1998.:

1999.:

2000.:

2001.:

2002.:

2003.:

2004.: 4.

2005.: 5. u skupini "Sjever"

2006.: poluzavršnica (2. u skupini "Sjever")

2007.: prvak (1. u skupini "Sjever")
2008.: ?

2009.: ?

2010.: 5. u ligi

## Vanjske poveznice
- službene stranice  Arhivirana inačica izvorne stranice od 26. veljače 2015. (Wayback Machine)